# 2019冠狀病毒病澳門疫情經濟援助措施
2019冠狀病毒病澳門疫情經濟援助措施，介紹因應2019冠狀病毒病澳門疫情，於2020年和2021年澳門政府推出的經濟援助措施。澳門與其它國家及地區相比，雖然疫情較輕，但由於澳門經濟只依靠賭業及旅遊業。而且適逄中國傳統春節，錯失年度重點消費時機，大大傷害澳門經濟。但也因為澳門疫情在早期已控制住，令澳門政府有足夠力量在其它地方仍進行疫情防治的時候已經推出經濟及消費的援助措施。財政局分兩輪推出經濟援助，而旅遊局則推出抗疫旅遊基金。

## 第1輪經濟援助措施
時任經濟財政司司長李偉農於2020年2月13日防疫記者會上公佈五點政策方向，並宣佈向澳門居民每人發放面值為澳門幣3,000元的電子消費卡，以及一系例的具體措施。

### 居民經濟援助措施
- 現金分享提早於4月發放，澳門永久性居民可獲10,000澳門幣，非永久性居民可獲6,000澳門幣。
- 醫療券將再發放多一次。
- 社會工作局的經濟援助金將提前於3月發放，並在9月再發放一次。
- 推出消費補貼計劃，每名澳門居民可以得到第一期3,000澳門幣及第二期5000澳門幣，即電子消費卡。[3]
- 職業稅退稅額增至70%，上限增至2萬元。可課可課稅收益固定扣減增至30%。
- 豁免澳門居民2019年度住宅房屋稅。
- 豁免住宅用戶3至5月份電費及水費。

### 企業經濟援助措施
- 扣減2019年度稅款所得補充稅，上限30萬元。
- 扣減2019年度25%工商用途物業房屋稅。
- 減免6個月旅遊服務業場所消費的5%旅遊稅。
- 退回2020年度營業車輛有關牌照稅款。如的士、貨車、教練車及酒店客車等。
- 豁免或退還2020年度照及行政准照印花稅。如: 酒店、餐飲場所、旅行社等牌照的印花稅。

針對中小企業的援助措施
- 《中小企業援助計劃》：針對在澳門營運2年或以上的中小企業，推出免息援助款項，上限60萬元，還款期8年。
- 《中小企業信用保證計劃》：針對在澳門營運1年或以上的中小企業，提供銀行貸款信用保證，上限為貸款額的70%，金額上限為490萬元，還款期不得超過5年。
- 《中小企業專項信用保證計劃》：針對在澳門營運3年或以上的中小企業，提供銀行貸款信用保證，金額上限為100萬元，還款期不得超過5年。
- 針對經濟局各項援助計劃的受惠企業，進行調整還款安排，最近到期還款下調至1,000元，餘欠款項將在餘下的還款期內平均攤還。
- 臨時性“中小企業特別援助計劃”：針對未能受惠於上述措施的中小企業，提供60萬元免息貨款，還款期8年。
- 臨時性“中小企業貸款利息補貼計劃”：針對因疫情導致營運資金短缺而獲得銀行貸款的中小企業，推出銀行貨款利息補貼，金額上限為200萬元，最長3年，利息上限為4%。
- 免除政府物業租金：澳門政府的出租物業免租三個月。
- 企業商號水電費補貼措施：為企業商號補貼3個月的水電費。水費方面，補貼非住宅用戶本年5至6月發單月份所涉及的水費，以及7至8月發單月份所涉及的一半水費，上限為每戶每月澳門元3,000元。電費方面，補貼非住宅用戶本年3至5月發單月份所涉及的電費，上限為每戶每月澳門元10,000元[4]。
- 所得補充稅納稅人及職業稅第二組納稅人向在澳門或內地設立的公益團體和慈善機構，以及內地縣級或以上政府及其部門等國家機關捐贈用作應對新型冠狀病毒肺炎的現金和物品，全數視為費用或損失，並可從可課稅收益中扣除[5]。

### 其它措施
- 豁免執照及行政准照費用：豁免所有行業的有關執照及行政准照的費用，如: 酒店、餐飲場所、導遊及的士牌照費。
- 豁免檢查費：豁免2020年度，酒店、餐廳、酒吧、旅行社等，每間500元的設施檢查費。
- 豁免使用碼頭費及結關費用：免除2020年2至4月本地海上遊航線的船舶使用碼頭費、結關費用、跨境海上客運航線船舶使用碼頭費。
- 豁免外港及氹仔客運碼頭承批人回報金：減免2020年2至4月的外港及氹仔客運碼頭承批人回報金。
- 豁免的士停泊港珠澳大橋停車場費用：疫情期間免除的士停泊港珠澳大橋邊檢大樓西停車場費用，在2月5日起實施，再於6月30日起決定延至8月31日。[6]
- 豁免的士檢驗費及計程錶檢定費：豁免的士檢驗費及計程錶年度檢定費。
- 豁免無線電經營費用：豁免非公共機構使用的陸地移動設備的有關費用，如: 的士的無線電通訊網基站費。
- 延長文化產業貸款的還款期：由文化產業基金批出的文創產業無息貸款還款期延長一年。
- 推出帶津培訓，以工代賑措施：推出措施提升市民應用技能，以及提升應用技能。如: 電工、水喉工、製冷及空調、預製件組裝、施工主管等建築及設施維護訓練課程。

## 第2輪經濟援助措施
經濟財政司司長李偉農於在4月8日防疫記者會上公佈公佈的第2輪經濟援助措施由六個計劃構成，包括僱員援助款項計劃、從事自由職業者援助款項計劃、企業援助款項計劃、自由職業者銀行貸款利息補貼計劃、技能提升及就業培訓計劃（帶津培訓）、以及第二期5,000元的電子消費卡消費補貼計劃。特區政府在百億抗疫援助專項基金內預留 32億元為下一階段（提振經濟階段）提供財政資源。

### 合資格本地僱員可獲發三個月合共 15,000 元援助款項
於 2020 年 3 月 31 日前向財政局申報職業稅而符合資格的本地僱員，一次性獲發三個月的援助款項，每月 5,000 元，合共 15,000 元。預計有 26 萬人受惠，涉及金額 39 億。獲發放對象不包括於 2018 年度職業稅退稅計劃獲退還 20,000 元上限的本地僱員（即月薪 6 萬元、年薪 72 萬元的人士），以及公共行政工作人員。

### 從事自由職業者援助款項計劃
澳門政府向職業稅第二組納稅人，按其聘用僱員數目，發放一次性援助款項，金額由 15,000 至 20,000 元；向街市攤位承租人及小販持牌人、三輪車持牌人，發放一次性 10,000 元款項；政府向每名的士車主承租的駕駛員，發放一次性 10,000 元援助；延長有期限的士經營牌照 6 個月，延長無期限的士車輛檢驗期限 6 個月。

### 企業以僱員人數計算發放一次性援助款項
澳門政府向符合條件的商號，以僱員人數計算，發放一次性援助款項，金額由 15,000 元至 20 萬元。同一納稅人持多間商號，最多只獲發 100 萬元；獲發援助款項者，如於 6 個月內不合理解僱僱員，須按比例退回款項。計劃不適用的機構包括：電力、自來水、天然氣及燃料；公共巴士及輕軌；公共電訊服務；金融業；正規教育機構及高等院校；社福機構；以及博彩業等。

### 自由職業者銀行貸款利息補貼計劃
自由職業者（職業稅第二組納稅人），可獲上限為 10 萬元銀行貸款的 2 年期利息補貼，利率補貼上限為 4%，補貼最高金額為 8,000 元。

### 繼續向本地失業及在職人士開辦帶津培訓課程
澳門政府向本地2019年12月之後的失業人士開辦就業導向培訓課程，將獲政府安排就業轉介對接工作。而對於本地在職人士，政府將開辦提升技能導向培訓課程，並發放 5,000 元津貼。但該政策被指只資助某部分人士，無法令更多人受惠。其後15000津貼更指被指向有交稅的階層發放，令坊層殘障，智障人士，在家照顧家庭的主婦無法受惠。有網上消息傳出來澳新移民及部分虛報冒領津貼去外地旅遊，購買名牌。令人懷疑政府只是照顧不需要資助人士，無力維生的家庭沒有照顧到，變相偏頗。隨後政府公布7月增加消費卡5000元。又被市民抱怨，騙資助者又多5000元。要求政府正視15000元資助計劃及實行情況。
另外，4月10日政府宣佈，只要履行了報稅義務，在財政局作職業稅登記，且於2019年12月31日為在職僱員，又或於本年1月1日至3月31日入職，都會是該項措施的受惠對象。

## 第3輪經濟援助措施
第 3階段將結合旅遊局轉至經濟財政範疇的契機，整合旅遊與休閒度假資源，從旅客招攬上著力，包括在客源結構、消費特徵、留宿與不留宿等因素研究針對性措施。政府正透過跨範疇協作，共同研究透過推動本地文創業界和旅遊業界合作，鼓勵旅客多住 1晚，多玩 1天。

## 2021保就業、穩經濟、顧民生計劃
經濟財政司司長李偉農於在3月16日與涉及經濟、勞工範疇等舉行跨部門記者會上公佈該經濟援助計劃措施，計劃由四個部分構成。

### 現金分享計劃
原於7月發放的現金分享提前於4月發放，維持向澳門永久居民每人派發10,000澳門元，澳門非永久居民每人派發6,000澳門元。

### 促進本地消費計劃
- 電子消費優惠計劃（首次公佈方案）：澳門居民、外地僱員和在澳就讀的外地大專學生，透過以實名認證的本地移動支付消費，可參與“電子消費優惠”。計劃期由該年5月至12月，優惠劵定“3倍使用”規則作使用。
- 長者消費優惠（已擱置並併入電子消費優惠計劃方案中）：向65歲或以上持澳門通長者卡的人士，享受上限5,000元的消費優惠。
- 澳人食住遊：向每名參加本地遊的澳門居民資助280澳門元，並向每名參與計劃人士可獲一次200元酒店住宿補助。

### 繼續向本地失業及在職人士開辦帶津培訓課程並放寬條件
帶津培訓就讀的對像擴展至博彩業僱員，取消報讀課程的名額限制，處無薪假和不受僱主推薦的人士可自行到勞工事務局報讀課程。

### 惠民惠商措施
- 職業稅退稅額增至70%，上限增至2萬元。可課可課稅收益固定扣減增至30%。
- 調整所得補充稅，對2020年度所得補充稅稅款，作上限為30萬元扣減，受惠範圍涵蓋包括中小企在內的商業企業。
- 豁免旅遊服務業場所消費的5%旅遊稅。

### 電子消費優惠計劃優化方案
2021年4月12日，政府公佈電子消費優惠計劃優化方案。
2021年5月4日，行政會通過《電子消費優惠計劃》行政法規草案，同日政府跨部門公布該計劃的登記方法。 
- 向全澳居民派發5,000澳門元啟動金和3,000澳門元立減額，非本地居民已排除在計劃優化方案中。
- 市民可選擇「電子消費卡」或 「移動支付」方式參與計劃。
- 引入消費卡模式，獲啟動金再享25%的立減，過程中全程自動化並對交易明細有詳盡記錄。
- 計劃登記期為5月7日上午9時起至12月10日，使用期為6月1日至12月31日。方法採用為先登記，後領取。[14]

## 抗疫旅遊基金
截止2020年4月7日，旅遊基金因應疫情至今支出7,000萬元，包括12間醫學觀察酒店費用、赴港機場包車和運輸費用等。其中政府借用醫學觀察酒店支出需要 5,000萬元。旅遊局旅遊基金 2020年度預算約 12億元，2020年不少錢用在抗疫工作上，現時所用的錢是過往滾存，希望能支撐開支，但由於2020年有6個月的旅遊稅會減免，旅遊基金收入非常少，因此需要追加 3,700萬元預算。

### 澳門心出發
政府於6月5日的記者會上宣佈推出「澳門心出發」電子優惠平台，目標為通過連結澳門各個旅遊相關的商家，推廣及刺激旅遊業回復。該平台可以讓商戶自助登記成為「服務商」，加入該計劃。
旅遊局將推出「心出發·遊澳門」計劃，對象為全澳居民（非澳門居民按原價），每團團費內包含觀光、餐費、導遊、保險等。禁止在車上出售任何商品。居民可於加入計劃的旅行社門店，由旅行社職員於網上服務系統報名，澳門人遊澳門每位每團可獲津貼280澳門元，每人上限為560澳門元。由澳門基金會資助。但該計劃被澳門市民取笑政府只向旅遊業巨頭屈服，派錢藉口。有網民更表示本地人大多數在地多年十分清楚澳門景點和歷史，不需要浪費公帑資助。其後澳廣視在新聞播放只向在澳外地學生及外僱人員訪問，更被取笑為只訪問外地人，本地人沒有出現是因為本地人不支持，就向外地人下手騙資助。
路線共15條，分為6條社區遊、9條休閒遊。其中休閒遊會在綜合渡假村用餐，而社區遊則會以發放100元用餐券的形式，讓參與者自由在社區的參與店舖用餐，以支持中小企餐飲業。